# 多岐原神社
多岐原神社（たきはらじんじゃ）は、伊勢神宮皇大神宮（内宮）の摂社。土地の神が倭姫命を助けたことから、倭姫命が定め祀った神社である。
宮川沿いに鎮座し、境内の木立の中に川のせせらぎが響く。

## 概要
三重県度会郡大紀町三瀬川に鎮座する。内宮別宮の瀧原宮から宮川を約6km下ったところにある。内宮の摂社27社のうち、第27位である。伊勢神宮の摂社・末社・所管社には通例、賽銭箱は置かれていないが、多岐原神社には賽銭箱が置かれている。
社殿は神明造の板葺で、南向きに建つ。一重の玉垣が社殿を囲み、神明鳥居1基を有する。社地の面積は5反9畝12歩（≒5,890.9m2）。
祭神は、真奈胡神（まなごのかみ、まなこのかみ）。倭姫命が急流を渡れずに困っていたところを真奈胡神が助けたとされる。中川経雅は祭神名「まなこ」を「眞之子」、すなわち瀧原宮の祭神の子であるという解釈を行ったが、真相は不明である。

## 社名
『皇太神宮儀式帳』では「瀧原」と表記し、『延喜式神名帳』では写本によって「多伎原」・「多紀原」と表記が異なるが、後代に「多岐原」に統一された。『倭姫命世記』は、「御瀬社」と記載する。
『大同元年神宮本記』には「眞奈胡神社」とあり、地域住民からは「まなごさん」と呼ばれ親しまれ、遠くへ移ってしまった氏神の代わりとした祭礼も捧げられる。

## 歴史
『倭姫命世記』などに記載された伝承によれば、天照大神を奉じて巡幸中の倭姫命が宮川を渡ろうとするも、流れが速く困っていると、真奈胡神は渡れるところを案内し、その縁で多岐原神社が定められたとされる。確実なところでは、伊勢神宮の摂社の定義より『延喜式神名帳』成立、すなわち延長5年（927年）以前に創建された。『皇大神宮儀式帳』にも記載があることから延暦23年（804年）以前から存在したことになる。他の神宮摂末社と同様、祝部と呼ばれる日常の祭祀役が任命されていたようであり、『眞奈胡由来記』で祝部の存在が確認できる。
寛文3年（1663年）に大宮司・河邊精長（大中臣精長）によって再興された。再興された社地が荒廃前の旧社地であるかは明確ではないが、立地場所の環境と倭姫命の伝説を照らし合わせて、おおむね同じ場所であると見ることができる。享保9年（1724年）、紀州藩は「殺生禁断」の石標を建て、享保17年（1732年）には三瀬川村が常夜灯を2基献灯した。
1904年（明治37年）10月に社殿の建て替えが行われた。

## 三瀬坂峠と三瀬の渡し跡
多岐原神社と瀧原宮を結ぶ熊野街道伊勢路は熊野三山へ向かう巡礼路の一部であった。両神社の間には三瀬坂峠（みせざかとうげ）があり、急勾配区間となっている。三瀬坂峠は、世界文化遺産『紀伊山地の霊場と参詣道』の構成遺産からは外れているが、茶屋跡や宝暦地蔵などが残っている。多岐原神社から瀧原宮までは、三瀬坂峠を越えて徒歩約1時間17分（約4.1km）である。
多岐原神社から150mほど進むと、「三瀬の渡し」の跡がある。これも熊野街道伊勢路の一部であった。三瀬の渡し周辺は戦後の河川改修により、往時と景観が変わっている。

## 祭祀
祈年祭（2月19日）、月次祭（6月22日・12月22日）、神嘗祭（10月22日）が境内にて奉仕される。
鎮座地の三瀬川地区は、1908年（明治41年）に氏神が40町（≒4.36km）離れた地に合祀されてしまった。このため、氏神で行っていたおこもりを6月19日に多岐原神社で行うようになり、2月9日には同氏神で行っていた「御鍬神事」の代わりに餅投げを多岐原神社社頭で行っている。

## 交通
公共交通
多気郡大台町にある最寄駅のJR紀勢本線三瀬谷駅からは3.6km離れており、徒歩で約1時間8分かかる。神社の近くに案内板がある。
自家用車
紀勢自動車道大宮大台ICより三重県道747号打見大台線経由、約4分（約3.4km）。